# Viola wallichiana
Viola wallichiana är en violväxtart som beskrevs av Ging. och Dc.. Viola wallichiana ingår i släktet violer, och familjen violväxter. Inga underarter finns listade i Catalogue of Life.